# Türkengräber von Hammet und Hasan

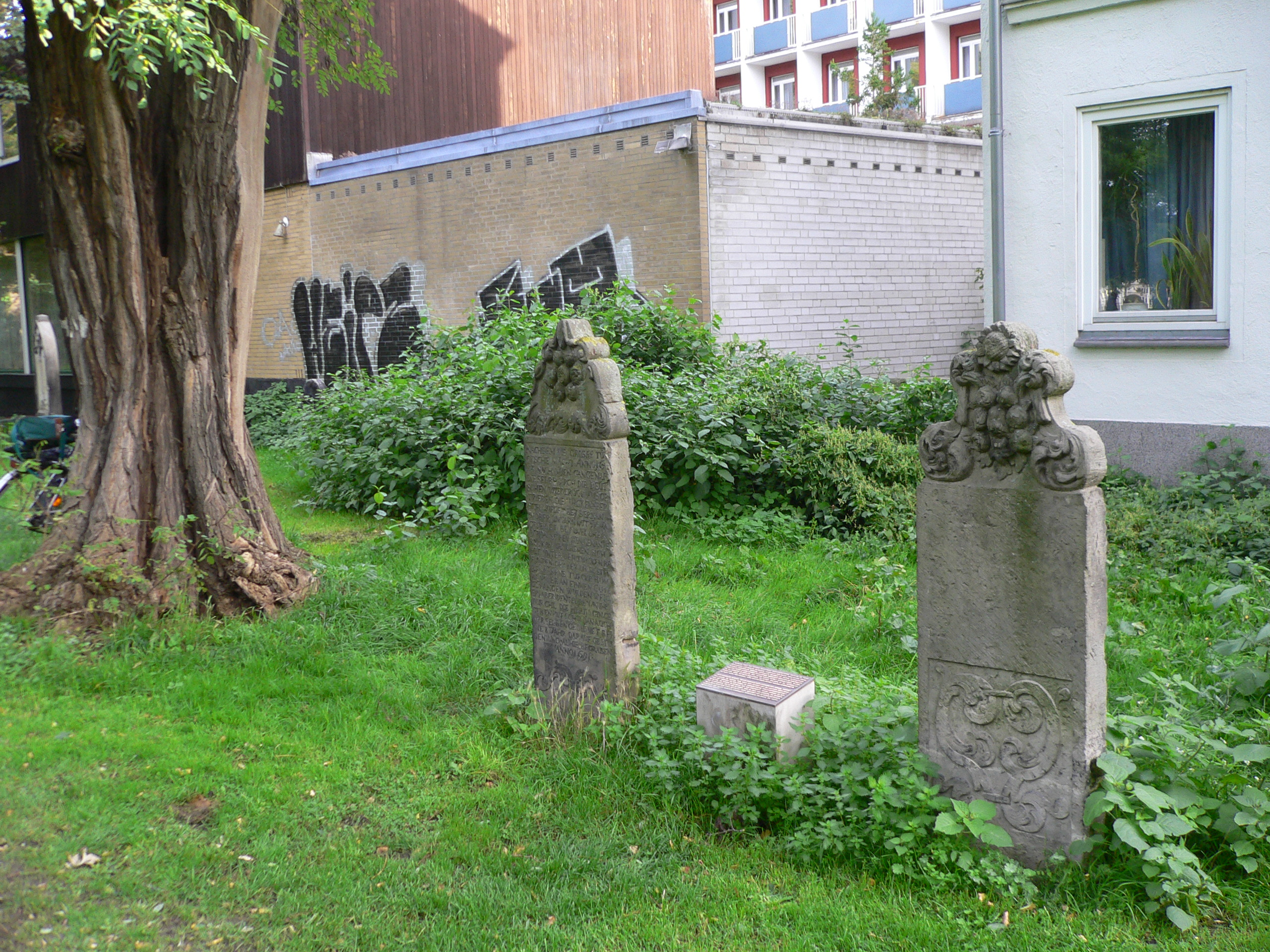
Grabmale von Hammet und Hasan von 1691, mit der erneuerten Gedenkplatte von 2006

Die sogenannten Türkengräber von Hammet und Hasan sind zwei Grabstellen von Beutetürken aus der Zeit des 17. Jahrhunderts, die sich in Hannover auf dem Neustädter Friedhof befinden. Von türkischer Seite werden die Gräber Mehmed ve Hasan († 1691) genannt (auch: Hasan ve Hamit).
Die beiden Gräber sind – nach der Grabstätte des sechsjährigen Mustaf in Brake bei Lemgo – die ältesten bekannten und erhaltenen Grabstätten von Beutetürken in Deutschland. Da Hammet und Hasan ihrem muslimischen Glauben treu blieben, sind die Gräber zugleich die ältesten erhaltenen islamischen Grabstätten auf deutschem Boden. Sie sind außerdem die letzten erhaltenen Zeugnisse der Türkenkriege, an denen die hannoverschen Truppen im 17. Jahrhundert vor Wien teilnahmen, und auch die ältesten Zeugnisse der ersten Türken in Hannover.

## Leben von Hammet und Hasan
Hammet wurde 1683 vor Wien nach der Zweiten Wiener Türkenbelagerung gefangen genommen und diente als Lakai oder sogenannter Kammertürke für Kurfürstin Sophie von der Pfalz.
Zu Hasan notierte der hannoversche Amtsschreiber Johann Heinrich Redecker in altem Deutsch lediglich: „Auch war um diese Zeit ein Türke, welcher gefangen, in Hannover, nahmens Hassan, der auch im türkischen Unglauben blieb…, circa A. 1691 starb […] [und bei Hammet] in einem eben solchen Grabe beerdiget“ sei. Außergewöhnlich sei die Bestattung von Hammet nach islamischen Ritus gewesen, während die Mehrheit der osmanischen Kriegsgefangenen seinerzeit zwangsgetauft worden sein sollen.

## Historische Beschreibungen der Gräber

### 1692: Bericht über „ein Türckisch Grab“
Aus dem Jahr 1692 liegt ein Bericht eines Leipziger Reisenden vor, der unter dem Pseudonym „Antonio“ schrieb:

„Ich habe daselbst ein Türckisch Grab gesehen / welches vor der Stadt ausserhalb des Gottes-Ackers nechst an der Mauren stehet. Der darunter liegende Türck ist in seinem Aberglauben dahin gefahren / und ihm dieses mahl von seinen Glaubens-Genossen / deren viel aus Morea und Ungarn nach Hanover kommen / gesetzt worden. Mitten liegt ein breiter Stein / und so wohl zum Haeupten als Fuß / ist ein hoher Stein auffgerichtet / an deren einem Teutsche / am andern Arabische Schrifft eingehauen.“

### 1710: Bericht über „(zwei) Türkische Begräbnis“
Bei einem Besuch in Hannover im Jahr 1710 fand der Privatgelehrte und (spätere) Frankfurter Bürgermeister Zacharias Conrad von Uffenbach zwei „Türkisch Begräbnis“ vor. Er notierte für den 12. Januar 1710 in sein Reisetagebuch:

„Wir besahen auch die Orangerie, Fuhren aber ehe, als ich vermeynet hatte, wieder zuruck, als uns die strenge Kälte dazu nöthigte, und besahen gleich vor diesem Thore an dem Kirchhofe, die rechter Hand aufgerichtete Türkische Begräbnis, von deren einer Tenzel in monathlichen Unterredungen Th. IV. A. 1692. p. 815 etwas meldet. Es sind aber deren nunmehro zwey. Ich hätte die Aufschriften gerne abschreiben lassen, wenn uns nicht die hefftige Kälte davon abgehalten hätte.“

### 1764: Grabsteine Richtung Mekka
Johann Heinrich Redecker zeichnete für seine Historische Collectanea… die beiden Grabsteine Hammets ab und fügte handschriftlich hinzu:

„Stein, so nach der Stadt zu, zu Osten stehet

(und) Stein, so im Westen stehet.“

Er beschreibt also ein seinerzeit für Muslime typisches Grab mit Kopf- und Fußstein sowie (ungefährer) Ausrichtung nach Mekka. Anstelle eines zusätzlichen, liegenden „breiten Steines“, wie ihn „Antonio“ 1692 beschrieb, ist 60 Jahre später aber offensichtlich nur noch bloße Erde in einer niedrigen Seitenumfassung vorhanden.

## Hasans Grabstein ohne Inschrift?

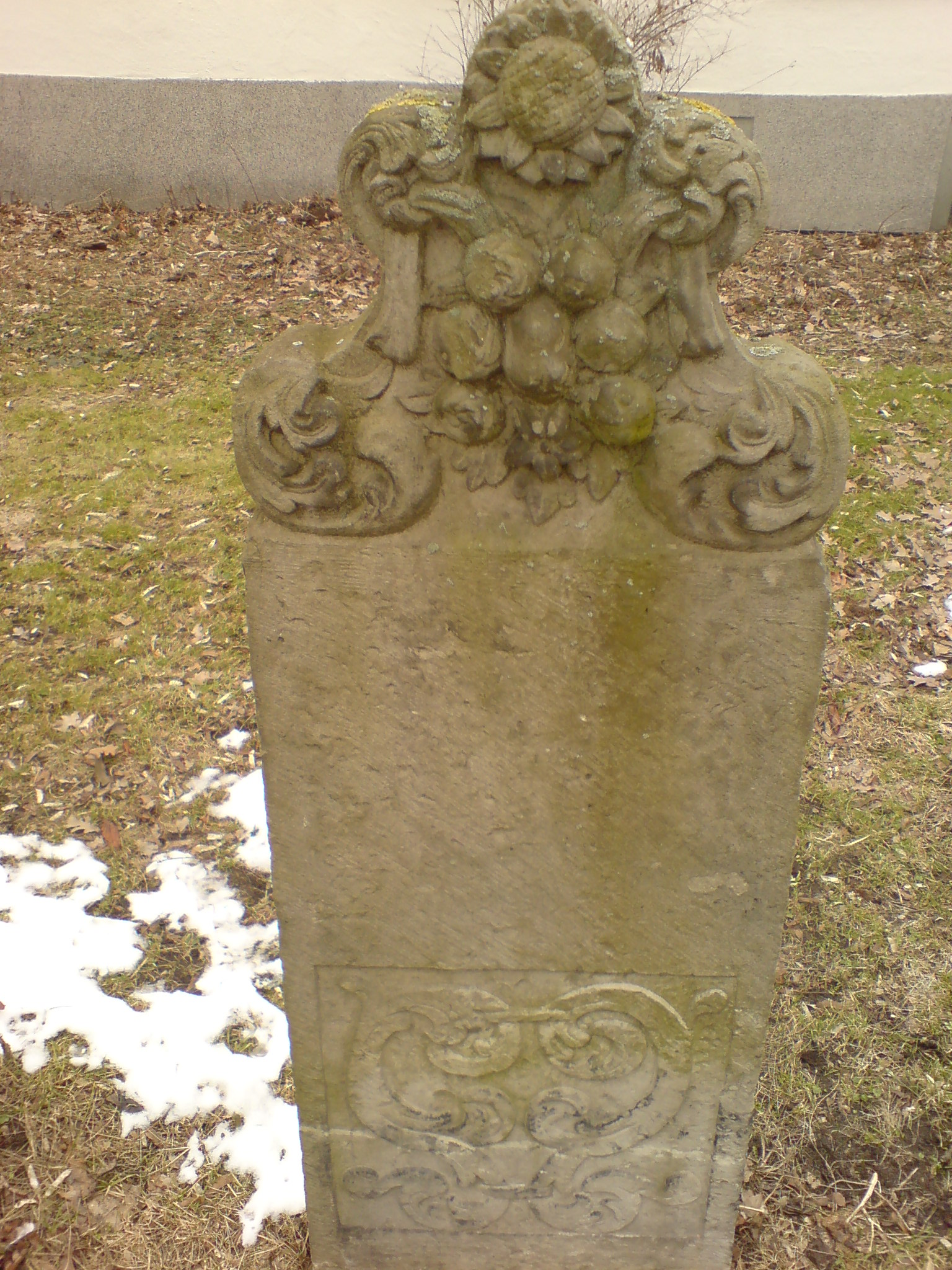
Der Hasan zugeschriebene Grabstein ohne Inschrift

Auf dem zweiten erhaltenen, heute Hasan zugeschriebenen Grabstein meinte der hannoversche Stadtarchivar Helmut Zimmermann 1958 den Namen „Hammet noch deutlich zu erkennen“ und fasste dies seinerzeit als Beweis für den zweiten Grabstein von Hammet auf.
Günter Max Behrendt mutmaßt, dass beide Grabsteine (Kopf- und Fußstein) von Hasan von Anfang an ohne Inschriften waren. Einerseits sei beim erhaltenen Grabstein das „Textfeld vollkommen blank (das Fehlen einer Inschrift (ginge) also nicht auf Verwitterung, Beschädigung oder absichtsvolle Löschung zurück)“, andererseits haben die Grabsteine auch in Johann Heinrich Redeckers „Historische Collectanea...“ keine detailliertere Beschreibung oder gar Abzeichnung erfahren.

## Hammets Grabsteine
Ursprünglich hatte das Grab Hammets zwei Grabsteine: den erhaltenen mit der deutschen Inschrift am Fußende und einen höheren am Kopfende mit osmanischer Inschrift (Grabstein verschollen).

### Deutsche Inschrift

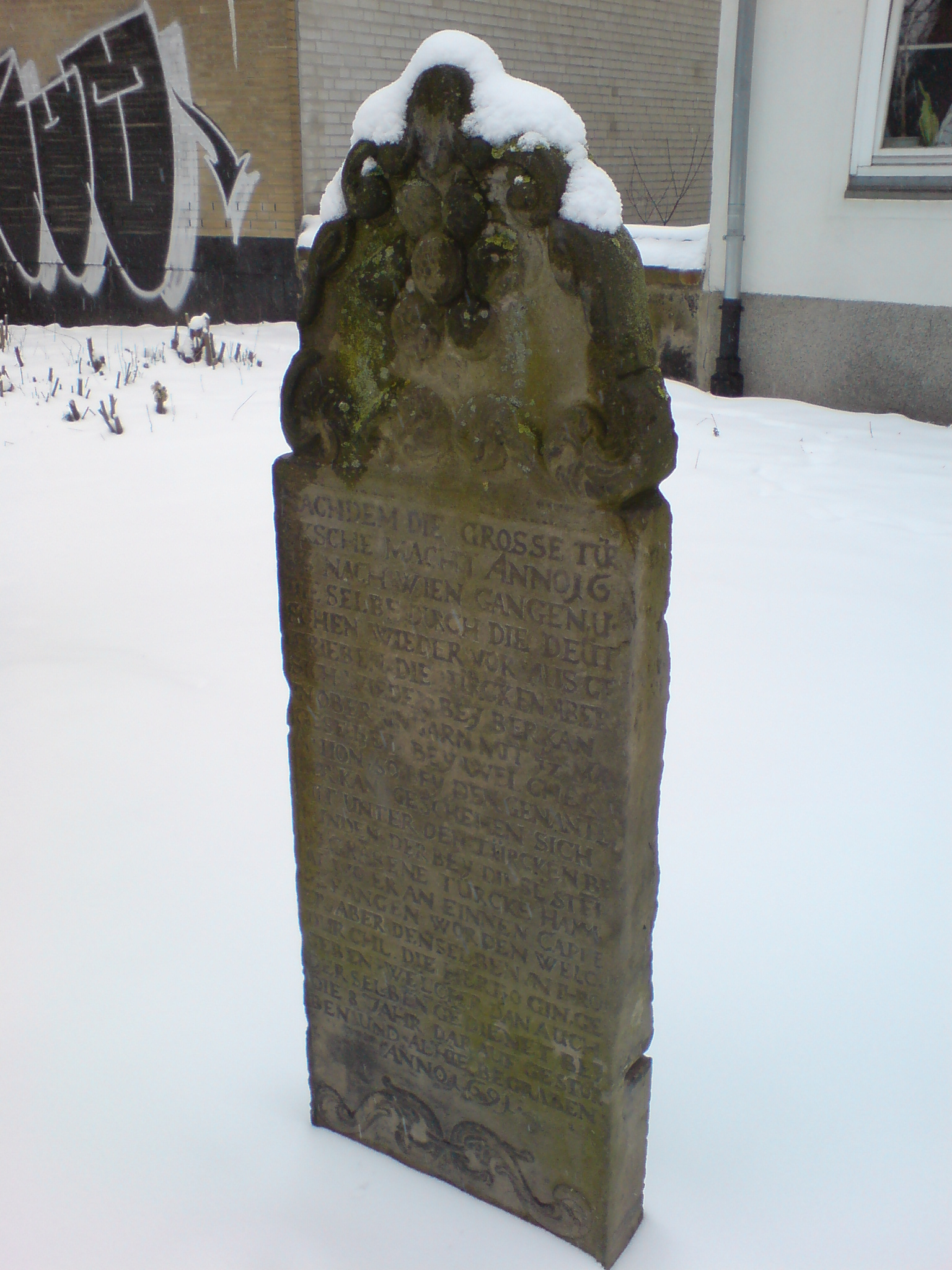
Deutsche Inschrift auf Hammets Grabstein

Die deutsche Inschrift auf Hammets Grabstein lässt sich noch heute in (altem) Deutsch lesen:
„Nachdem die grosse turksche Macht Anno 1683 nach Wien gangen und dieselbe durch die Deutschen wieder voraus getrieben, die Turken aber sich wieder bey Berkan in Ober-Ungarn mit 12000 Mann gesetzet, bey welcher Action, so bey den genannten Berkan geschehen, sich mit unter den Turcken befunden der bey diesem Steine begrabene Turcke Hammet, alwo er an einen Capite gefangen worden, welcher aber denselben an Ihro Durchl. die Hertzogin gegeben, welcher dan auch derselben gedienet bey die 8 Jahr, darauf gestorben und alhie begraben. Anno 1691.“

### Osmanisch-Türkische Inschrift

#### 1988: Übersetzung durch den Imam
Der türkische Arzt Dr. Yetkin Güran, der Ende der 1980er Jahre in Hannover lebte (und heute in Istanbul), forschte als Freizeithistoriker über die beiden osmanischen Gräber und bemühte sich über Jahre für deren Erhaltung. In einer hannoverschen Moschee fand er 1988 einen kundigen Imam, der eine Reproduktion von Johann Heinrich Redeckers Abzeichnung der Osmanisch-Türkischen Grabinschrift wie folgt übersetzte

„(Zeile 1 und 2:) 1097, Muhammet, der Sohn des Herrn Baki, einer der Zipaachies, aus unserer Ortschaft, / ist nach acht Jahren abgelebt. / Allahs Segen sei mit ihm, / Derwisch aus Schemdinli“

#### 2000: Türkisch-Deutsche Gedenkplatte

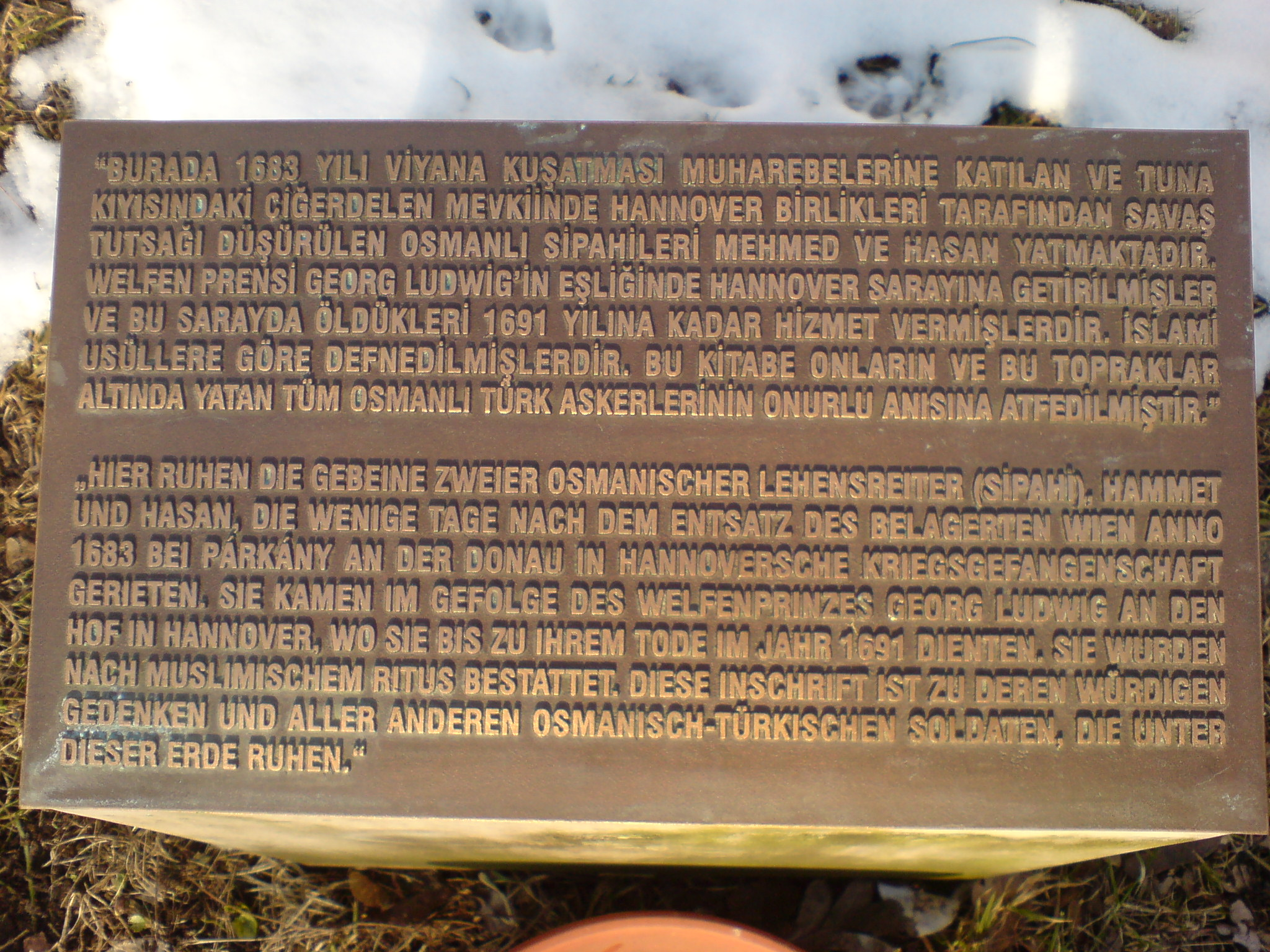
Zweisprachige, erneuerte Gedenkplatte von 2006

Mit dieser Übersetzung des Imams erreichte Dr. Güran die Aufmerksamkeit höchster türkischer Behörden: Erst wurde das türkische Generalkonsulat in Hannover überzeugt, dann wurden beide Grabmale 1998 saniert mittels Finanzierung des türkischen Verteidigungsministeriums und in Absprache mit der Stadt Hannover im Jahr 2000 an Ort und Stelle wieder aufgerichtet. Auf der damals im Jahr 2000 hinzugefügten Gedenkplatte finden sich, nach einem Vandalismusanschlag im Jahr 2006, heute zwei (korrigierte) Inschriften, eine in türkischer Sprache und eine in deutscher Sprache:

„BURADA 1683 YILI VIYANA KUŞAMASI MUHAREBELERINE KATILAN VE TUNA KIYISINDAKI CIĞERDELEN MEVKIINDE HANNOVER BIRLIKLERI TARAFINDAN SAVAŞ TUTSAĞI DÜŞÜRÜLEN OSMANLI SIPAHILERI MEHMED VE HASAN YATMAKTADIR. WELFEN PRENSI GEORG LUDWIG'IN EŞLIĞINDE HANNOVER SARAYINA GETIRILMIŞLER VE BU SARAYDA ÖLDÜKLERI 1691 YILINA KADAR HIZMET VERMIŞLERDIR. ISLAMI USÜLLERE GÖRE DEFNEDILMIŞLERDIR. BU KITABE ONLARIN VE BU TOPRAKLAR ALTINDA YATAN TÜM OSMANLI TÜRK ASKERLERININ ONURLU ANISINA ATFEDILMIŞTIR.“

„Hier ruhen die Gebeine zweier osmanischer Lehensreiter (Sipahi), Hammet und Hasan, die wenige Tage nach dem Entsatz des belagerten Wien anno 1683 bei Párkány an der Donau in hannoversche Kriegsgefangenschaft gerieten. Sie kamen im Gefolge des Welfenprinzes Georg Ludwig an den Hof in Hannover, wo sie bis zu ihrem Tode im Jahr 1691 dienten. Sie wurden nach muslimischen Ritus bestattet. Diese Inschrift ist zu deren würdigen Gedenken und aller anderen osmanisch-türkischen Soldaten, die unter dieser Erde ruhen.“

Die (heute überholte) Übersetzung des Imams hat in der Gedenktafel ihre Spuren hinterlassen: So wurde aus im Deutschen „Hammet“ Genannten der „osmanische Zipaachie Derviş Mehmet aus Şemdin“ – ein „Ort im entferntesten osmanisch-kurdischen Grenzgebiet zu Persien“.

#### 2001: Übersetzungen nach wiederaufgefundenem Foto
Die Inschrift des verschollenen Grabsteins in „Osmanisch-Türkisch, der Sprache des osmanischen Heeres“ wurde erst wieder sichtbar, nachdem Günter Max Behrendt 2001 im Bildarchiv des Historischen Museums Hannover ein Foto von circa 1930 wieder aufgefunden hatte. Die Inschrift wurde von Klaus Kreiser wie folgt übersetzt:

„Der zu den (im Jahr) 1097 (=1685/86) in Temeschwar (ausgehobenen) / Sipahis gehörende Sipahi Mehmed / starb nach acht Jahren / die Gnade Gottes möge über ihn kommen, / der seiner Seele auf immer die Erkenntnis (Gottes) gebe.“

Neutürkische Transliteration:

„Bindoksanyedi yilinda Temeşvar (?) / sipâhîlerden Mehmed Sipâhî /sekiz yildan sonra vefât / eyledi rahmet ullâhi aleyh ver rûhuna ma`rifeti.“

Alternativ erarbeitete Jens Peter Laut, Islamwissenschaftler und Turkologe an der Albert-Ludwigs-Universität Freiburg, gemeinsam mit seiner Kollegin Frau Kurz, die folgende Lesung:

„(Zeile 1 und 2:) Der Sipahi (Reitersoldat) Mehmed, der seit dem Jahre 1097 (A.H. = 1685/86) als Kriegsgefangener gehalten wurde, / ist acht Jahre später verstorben. / Möge die Barmherzigkeit Gottes mit ihm sein! / (letzte, Zeile 5 unklar)“

## Wechselnde Standorte der Grabmale

### Erster Grabplatz
Durch die beiden Inschriften sowohl in deutscher wie auch osmanischer Inschrift fand das Grab schon zu Zeiten von Kurfürstin Sophie hohe Beachtung, stellte es doch eine „deutsch osmanische Fusion dar: osmanisch-muslimisch in der Gesamtanlage, deutsch-barock in der künstlerischen Gestaltung“. Dazu zählte auch die nur teilweise richtige Wiedergabe der arabischen Schriftzeichen durch einen hannoverschen Steinmetz, die dieser nach einer handschriftlichen Vorlage, wohl so gut er konnte, kopiert hatte. Ein solches Grab konnte damals nicht auf einem christlichen Friedhof Platz finden, sondern wurde anfangs bei „dem (damals) vor der Stadt liegenden Neustädter Kirchhofe (errichtet), außen an dessen Mauer, auf der Seite nach dem Schützen-Plan hin (= Alt-Hannovers erster Schützenplatz auf dem heutigen Klagesmarkt)“.

### Zweiter Grabplatz
„Vermutlich erst mit dem Bau der Häuser an der Körnerstraße (ca. 1870) fand aus Platzgründen eine Umsetzung der Grabsteine auf das (seit 1876 aufgelassene) Friedhofsgelände statt.“ Auf einem Plan des Neustädter St. Andreasfriedhofs von 1923 sind die „Türkengräber“ noch hintereinander und in Richtung Süden (Richtung Mekka) ausgerichtet.

### Dritter Grabplatz
Nach den Luftangriffen auf Hannover im Zweiten Weltkrieg und der folgenden Verkleinerung des Friedhofs zugunsten der angrenzenden Neu-Bebauung wurden Gräber entfernt oder umgesetzt, so auch die Gräber von Hammet und Hasan. Sie sind heute „gleichgerichtet“ mit den christlichen Grabdenkmalen.

## Ausstellung 2010
Im Rahmen der Ausstellung Über das Leben hinaus – Ein Spaziergang über Hannovers Friedhöfe vom 15. September 2010 bis 9. Januar 2011 zeigte das Historische Museum Hannover neben den originalen Fotos der Gräber von circa 1930 ein Modell des Grabes von Hammet (im Maßstab 1:5), wie es zu Zeiten der Kurfürstin Sophie ausgesehen haben dürfte.

## Straßenbenennung 2023
2023 wurde ein am Neustädter Friedhof vorbeiführender Radweg von 150 Meter Länge Hammet-und-Hassan-Weg benannt. Im Zuge der Diskussion um eine Platzbenennung nach dem 1994 erschossenen kurdischen Aktivisten Halim Dener fiel im Rat der Stadt auf, dass in Hannover keine Straße nach einem türkischstämmigen Mensch benannt ist.

## TV-Dokumentationen
- Turgut Söğüt (Regie): Hannover'de ölen Osmanlı Sipahiler ve Mezar Taşları (deutsch etwa: „In Hannover verstorbene osmanische Edelleute und ihre Grabsteine“), Ausschnitt aus dem zweiten Teil der 2009 erstellten und ausgestrahlten Reihe Almanya'da türk izleri (deutsch etwa: „Türkische Spuren in Deutschland“), Video (türkisch) von TRT 1 über die Gräber in Hannover